# Shorter, Alabama
Shorter là một thị trấn thuộc quận Macon, tiểu bang Alabama, Hoa Kỳ. Dân số năm 2009 là 367 người, mật độ đạt 31 người/km².